# Frans Weisglas

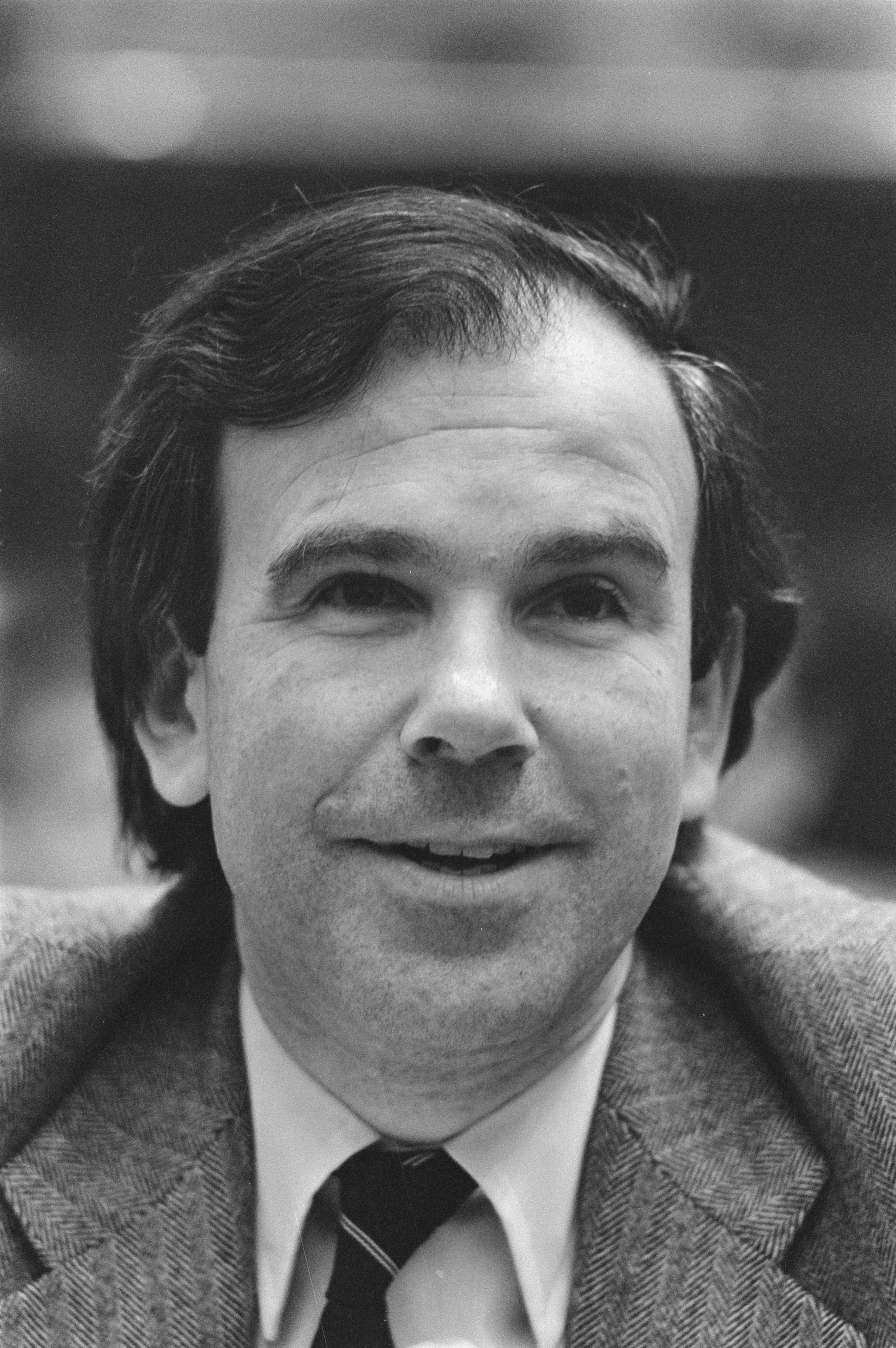
Frans W. Weisglas, Tweede Kamer, 5 maart 1985

Frans Willy Weisglas (Den Haag, 8 augustus 1946) is een Nederlands voormalig politicus en voormalig diplomaat. Van 1982 tot en met 2006 was hij namens de VVD lid van de Tweede Kamer. Van 2002 tot en met 2006 was hij voorzitter van de Tweede Kamer.

## Levensloop
Frans Weisglas werd geboren in Den Haag, waar hij op de openbare lagere school zat. Vervolgens bezocht hij de openbare lagere school in Wassenaar, waar hij aansluitend de HBS-B aan het Rijnlands Lyceum doorliep. Weisglas studeerde economie aan de Erasmus Universiteit Rotterdam en volgde de leergang buitenlandse betrekkingen. Vooraf aan zijn parlementslidmaatschap werkte hij voor het ministerie van Buitenlandse Zaken. Namens dat ministerie was hij enkele jaren verbonden aan de Permanente Vertegenwoordiging van het Koninkrijk der Nederlanden bij de Verenigde Naties in Genève. Daarna was hij onder meer de secretaris van de minister voor Ontwikkelingssamenwerking Jan de Koning.
In 1982 werd Weisglas gekozen als lid van de Tweede Kamer. Hij hield zich vooral bezig met de portefeuilles Buitenlandse Zaken, Europese Zaken en Ontwikkelingssamenwerking. Vanaf 16 mei 2002 was Weisglas waarnemend voorzitter van de Tweede Kamer. Op 28 mei van dat jaar werd hij tot vaste voorzitter gekozen door in een stemming partijgenote Annemarie Jorritsma-Lebbink en Jim Janssen van Raaij (LPF) te verslaan. Na de verkiezingen van 2003 werd hij herkozen. Tegenkandidaten waren toen Thom de Graaf (D66) en Gerda Verburg (CDA). Voor de Tweede Kamerverkiezingen 2006 was Weisglas geen kandidaat. Hij werd als Kamervoorzitter opgevolgd door Gerdi Verbeet. Weisglas was verder voorzitter van de Stichting Geuzenpenning in Vlaardingen.
Hij is voorzitter van de raad van toezicht van de Stichting Het Rijnlands Lyceum en lid van de raad van toezicht van de Rotterdamse Schouwburg. Verder is hij dagvoorzitter en geeft lezingen over binnenlandse en buitenlandse politiek.

## Persoonlijk
Weisglas is sinds 1973 getrouwd.

## Onderscheidingen
- Ridder in de Orde van de Nederlandse Leeuw, 28 april 1995
- Ridder in de Orde van Oranje-Nassau, 29 november 2006
- Wolfert van Borselenpenning, 20 april 2007

Buitenlandse:
- Grootkruis in de Orde van de Eikenkroon van Luxemburg, 24 april 2006
- Commandeur in de Leopoldsorde van België, 4 juli 2006
- Grootkruis in de Orde van de Onafhankelijkheid van Jordanië, 30 oktober 2006